# Bulinus globosus
Bulinus globosus е вид коремоного от семейство Planorbidae.

## Разпространение
Видът е разпространен в Ангола, Бенин, Ботсвана, Буркина Фасо, Габон, Гамбия, Гана, Гвинея, Гвинея-Бисау, Демократична република Конго, Екваториална Гвинея, Замбия, Зимбабве, Камерун, Кения, Кот д'Ивоар, Мали, Мозамбик, Намибия, Свазиленд, Сенегал, Танзания, Того, Уганда, Централноафриканска република и Южна Африка.